# Pages
Pages är en ordbehandlare från Apple som ingår i kontorspaketet Iwork.
Det är en ordbehandlare med väl utbyggda layoutmöjligheter. Programmet har flera färdiga mallar och är nära sammanknutet med Apples programsvit Ilife.